# Pseudo vanhoeffeni
Pseudo vanhoeffeni is een vlokreeftensoort uit de familie van de Stegocephalidae. De wetenschappelijke naam van de soort is voor het eerst geldig gepubliceerd in 1926 door Schellenberg.